# Зальцман, Алексей Моисеевич
Алексей Моисеевич (Михайлович) Зальцман (22 июня 1899, Теофиполь, Волынская губерния — 31 января 1963, Москва) — советский архитектор. Член-корреспондент Академии архитектуры СССР (1944).

## Биография
Алексей Зальцман родился 22 июня 1899 года в местечке Теофиполь Волынской губернии в семье переплётчика. В 1927 году окончил Вхутемас. В 1932 году вступил в Союз архитекторов СССР.
После окончания Вхутемаса работал ведущим архитектором в Текстильстрое и Горстройпроекте. В конце 1920-х годов совместно с П. Н. Блохиным и Б. В. Гладковым разработал типовой проект комплекса студенческих общежитий. В 1937 году в соавторстве с П. Н. Блохиным и Н. П. Былинкиным разработал серии типовых блок-секций для массового жилищного строительства.
В 1934—1937 годах преподавал в Московском архитектурном институте (и. о. доцента).
С 1938 года и до конца жизни работал в Академии архитектуры СССР (позднее — в Академии строительства и архитектуры СССР). Занимал должности старшего научного сотрудника, руководителя сектора Института архитектуры жилища Академии архитектуры. Заведовал сектором городского строительства Академии архитектуры. В последние годы руководил отделом городского жилища Центрального научно-исследовательского и проектно-экспериментального института индустриальных, жилых и массовых культурно-бытовых зданий.
Член-корреспондент Академии архитектуры СССР (1944). Член ревизионной комиссии Союза архитекторов.
Занимался жилищным, промышленным и гражданским строительством. Автор более 50 проектов санаториев, домов отдыха, общежитий, поликлиник, посёлков и других зданий и сооружений. По его проектам строились здания в Москве, Магнитогорске, Уфе, Алма-Ате, Красноярске и других городах. Участник более 10 архитектурных конкурсов. Автор около 40 трудов по жилищному строительству.
Жил в Москве по адресу: улица Богдана Хмельницкого, дом 10. Умер 31 января 1963 года. Похоронен на Востряковском кладбище (уч. 47).

## Проекты
- Всехсвятский студенческий городок в Москве (1929—1930; совместно с П. Н. Блохиным и Б. В. Гладковым)
- Дорогомиловский студенческий городок в Москве (1929—1930; совместно с П. Н. Блохиным и Б. В. Гладковым)
- Студенческий городок Лефортово в Москве (1929—1930; совместно с П. Н. Блохиным и Б. В. Гладковым)
- Посёлок НКТП в Богородском в Москве (1934—1939; совместно с П. П. Ревякиным и К. М. Соколовым; проект реализован не полностью)[10]
- Льночесальная фабрика в Вязьме (1927)[7]
- Прядильная фабрика в Карачарове (1928)[7]
- Проект Дворца культуры в Иваново-Вознесенске (1928)[7]
- Проект Дворца культуры на Красной Пресне в Москве (1930)[7]
- Квартал жилых домов в Магнитогорске (1930)[7]
- Жилой дом Автозавода в Нижнем Новгороде (1930)[7]